# ニコラ・ルフラーニ

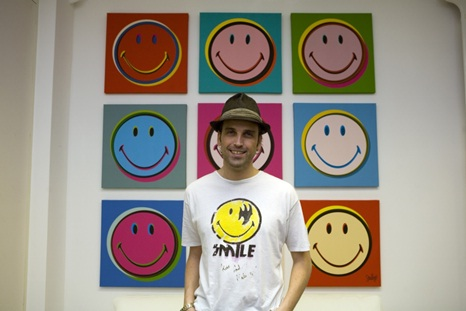
Nicolas loufrani

ニコラ・ルフラーニ (Nicolas Loufrani、1971年12月17日 - ）は、フランス・ヌイイ＝シュル＝セーヌ生の実業家。
スマイリー社代表取締役。多くの国でスマイル顔と「スマイリー」という名前の登録商標と著作権を所有している。

## スマイリー社
1996年ロンドンにおいて、ニコラ・ルフラーニと父であるジャーナリスト、フランクリン・ルフラーニは、親子でスマイリーの版権会社を設立、1971年からフランクリン・ルフラーニが管理した既存の版権を引き取る。

## スマイリーブランドの成長
ニコラ・ルフラーニは、ブランド名の登録を拡張し、ラベル、包装、カタログ、および類似の品物のための新しいブランドアイデンティティを構築することにより、より密接に名前とロゴを関連付けた。ニコラは、世界ワイドの代表組織を設置、包括的なpeacock termブランド戦略を通して、すべての版権パートナーに支援を提供する。その目的はナイキの「スウッシュ」、ラコステのワニなどの象徴的なロゴなどと同じレベルのロゴを構築することだった。

## グラフィックエモティコン
1997年にニコラ・ルフラーニはモバイルテクノロジーにおけるアスキーエモティコンの使用の増加に気づいた。そこで、デジタル環境でさらにインタラクティブに使用できるよう強化するために、既存のアスキーエモティコンに対応するカラフルなアイコンを作る意図をもってアニメ化したスマイリーフェイスで実験を始めた。これにより、ルフラーニはオンラインエモティコン辞書を編纂。エモティコンを定番、ムード表現、旗、お祝い、楽しみ、スポーツ、天気、動物、食べ物、国、職業、惑星、干支、赤ちゃんに分類、これらのデザインは1997年に米国著作権局に登録され、これらのアイコンは1998年に.gifファイルでWebに公開された。これはテクノロジー上で最初に使用されたグラフィックエモティコンである
2000年にルフラーニによって作成された顔文字ディレクトリは、1000個のスマイリーグラフィックエモティコンとそのASCIIバージョンで編纂されるsmileydictionary.com経由でインターネット上から携帯電話にダウンロードできるようになった。このディレクトリと同じものは2002年にマラブーから「Dico Smileys」として出版された。
2001年、スマイリー社スマイリー社は、ノキア、モトローラ、サムスン、SFR（ボーダフォン）、スカイテレメディアを含む、さまざまな通信会社の多様な携帯電話の携帯ダウンロードにルフラーニのグラフィックエモティコンを使用する権利の使用許諾を開始した。

## ウォルマート紛争
2001年、スマイリー社は米国で、オリジナルの形象ブランドの所有権を主張したスーパーマーケットブランドのウォルマートと法的な紛争を開始した。この紛争はニコラ・ルフラーニによって作り出されたアイコンの権利についての、またはスマイリーブランド名についての意見の不一致は含まれていなかった。本件は、結果として非公開の条件で2010年に当事者間で、シカゴの連邦裁判所にて決着をみた。会社の以前の作品と裁判例によって作り出されたプロファイルは、結果的にスマイリーロゴの高い認知度を引き出すことになった。パートナーは衣類、香水、玩具、文房具などのブランド製品の使用許諾とプロモーションキャンペーンの実行を許可される。

## スマイリー・ワールド・アソシエーション
2005年、ルフラーニは慈善団体スマイリー・ワールド・アソシエーション(SWA)を創設。ニコラ・ルフラーニは倫理的な製品を商業化する決意を固める。これはオーガニックコットンの衣類を使用したり、フェアトレード製品を調達することにより、そして、企業の収益を世界中の社会的プロジェクトのスポンサー提供に投入することより実現された。

## パートナーシップおよびコンセプトストア
ニコラ・ルフラーニはトミー・ヒルフィガー、オラ・イトおよびジャン・シャルル・ドゥ・カステルバジャックなどの注目に値するデザイナーとパートナーシップを結び、「スマイリー」はパリのコレット、ロサンゼルスのフレッド・シーガル、ニューヨークのベンデル、ミュンヘンのスティルブラットなどの有名なコンセプトストアに登場するようになる。2011年12月、初のスマイリーコンセプトストアがロンドンにオープン。

## 財政ランキング
スマイリー社は世界の版権会社のトップ100の一社であり、2012年では1億6700万ドルの売り上げを誇っている。